# Баркер, Клара
Клара Мишель Баркер (англ. Clara Michelle Barker) — британский инженер и учёная-материаловед. В 2017 году она получила награду «Лучи света» за работу, которая повышает осведомленность о проблемах ЛГБТ в университетском сообществе и за его пределами.

## Карьера
Баркер защитила диссертацию по нанесению тонкопленочных покрытий в университете Манчестер Метрополитан. Затем она занимала пост-докторскую должность в EMPA в Швейцарии в течение 4 лет, после чего перешла в Оксфордский университет, где в настоящее время руководит Центром прикладной сверхпроводимости при Департаменте материалов. Она также является заместителем председателя ЛГБТ+ консультативной группы университета.

## Правозащитная деятельность
Баркер — трансгендерная женщина и активный сторонник разнообразия ЛГБТ+ и женщин в STEM. Она работает с двумя молодежными группами в Оксфордшире. Она также выступает в местных школах от имени Stonewall и Оксфордского городского совета. В 2017 году она была представлена в кампании Stonewallпо случаю Дня видимости трансгендерных людей. Она также руководила продвижением проекта «Out in Oxford», который освещает памятники культуры относящиеся к ЛГБТ+ в музеях. Она выступила с многочисленными докладами о видимости и разнообразии ЛГБТ+ в STEM, включая доклад TEDx. Она также появилась на BBC Victoria Derbyshire и Sky News, рассказывая о правах трансгендерных людей.
Баркер получила несколько наград за свою правозащитную деятельность. В 2017 году она стала 795-м человеком, получившим награду «Лучи света» за работу с «Out in Oxford» и волонтерство. В рамках премии «Лучи света» Тереза Мэй лично написала Баркер, заявив, что «[Ее] неутомимая волонтерская работа с ЛГБТ+ по всему Оксфорду помогает молодым людям и представителям общественности понять важность разнообразия и различий в идентичности. [Она] является положительным образцом для подражания для сообщества, и [она] должна гордиться [своей] текущей работой в области образования и поддержки трансгендерных людей».
В 2018 году она получила премию вице-канцлера за разнообразие в Оксфордском университете.